# Denmark (Nueva York)
Denmark es un pueblo ubicado en el condado de Lewis en el estado estadounidense de Nueva York. En el año 2000 tenía una población de 2,747 habitantes y una densidad poblacional de 21 personas por km².

## Geografía
Denmark se encuentra ubicado en las coordenadas 43°53′55″N 75°36′24″O / 43.89861, -75.60667.

## Demografía
Según la Oficina del Censo en 2000 los ingresos medios por hogar en la localidad eran de $ 38,696 y los ingresos medios por familia eran $45,046. Los hombres tenían unos ingresos medios de $32,483 frente a los $22,375 para las mujeres. La renta per cápita para la localidad era de $14,960. Alrededor del 12.4% de la población estaban por debajo del umbral de pobreza.